# George Cadbury
George Cadbury, né le 19 septembre 1839 et mort le 24 octobre 1922, est un homme d'affaires britannique. Il est le troisième fils de John Cadbury, un quaker qui a fondé la société de cacao et de chocolat Cadbury en Grande-Bretagne. Il est le mari de d'Elizabeth Cadbury.

## Biographie

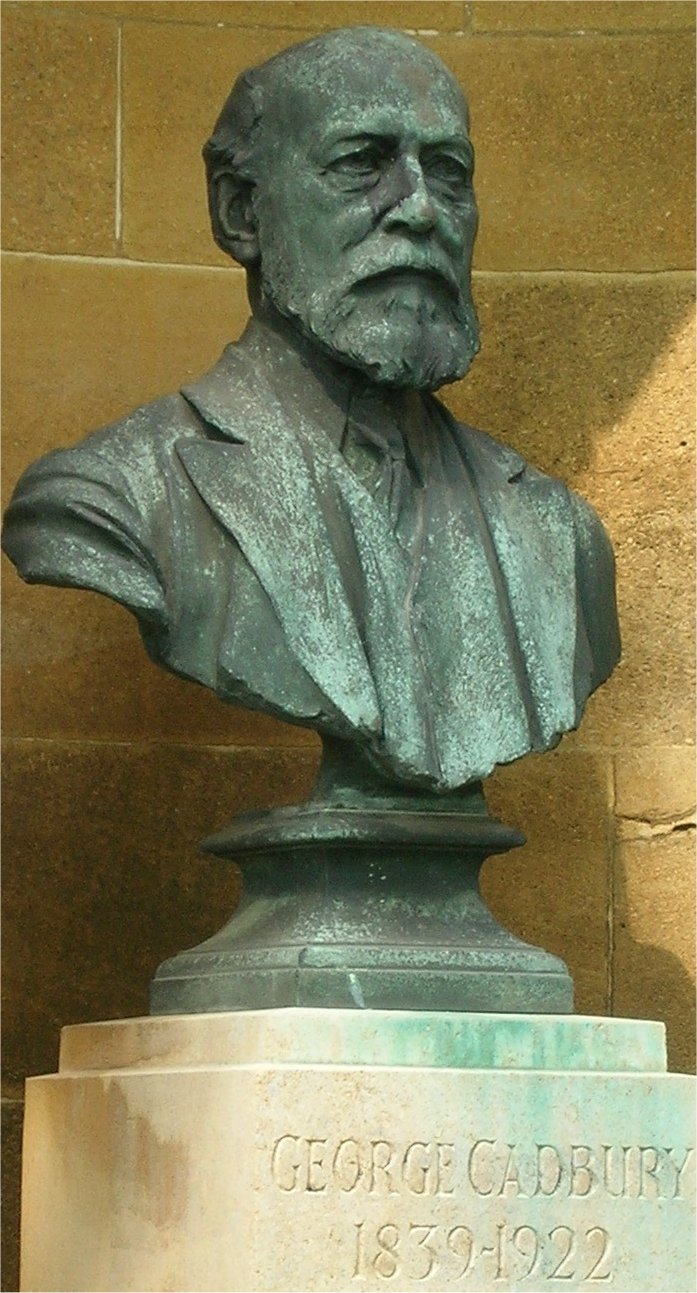
Buste en bronze à la maison de réunion des amis, Bournville.

Il travaille à l'école pour adultes le dimanche sans salaire, bien qu'il n'ait été à l'école que jusqu'à l'âge de quinze ans. Avec son frère Richard Cadbury (en), il reprend l'entreprise familiale en 1861 de chocolat Cadbury Brothers. En 1878, ils acquièrent 14 acres (57 000 m 2) de terrain en rase campagne, quatre milles (6 km) au sud-ouest de Birmingham, où ils ouvrent une nouvelle usine en 1879. Il loue «Woodbrooke » - un manoir de style géorgien construit par Josiah Mason (en), qu'il achète finalement en 1881. Sur ce site, il fonde en 1903 un établissement d'enseignement supérieur Quaker, orienté vers le service social - une institution qui fonctionne toujours sous le nom de Woodbrooke Quaker Study Center,.
Les frères Cadbury sont soucieux de la qualité de vie de leurs employés et offrent une alternative à la vie urbaine crasseuse. Au fur et à mesure que davantage de terres sont acquises, les frères déplacent l'usine vers un nouvel emplacement à la campagne, et décident de construire une ville industrielle (conçue par l'architecte William Alexander Harvey), qui n'est pas réservée uniquement aux employés de l'usine. Ce village est connu sous le nom de Bournville d'après la rivière voisine et le mot français pour "ville". Les maisons n'ont jamais appartenu à des particuliers et leur valeur reste faible et abordable. Bournville est un changement marqué par rapport aux mauvaises conditions de vie de l'environnement urbain. Ici, les familles ont des maisons avec des cours, des jardins et de l'air frais.
Les frères s'occupent de leurs employés; ils croient tous les deux aux droits sociaux des travailleurs et installent des cantines et des terrains de sport. Dix-neuf ans après la mort de son frère Richard, George crée un comité d'entreprise pour chaque sexe qui discute des propositions d'amélioration de l'entreprise. Il poursuit également d'autres idées, comme une rente, un compte de dépôt et des facilités d'éducation pour chaque employé.
En 1901, dégoûté par la politique impérialiste du gouvernement unioniste dominé par le secrétaire colonial Joseph Chamberlain et opposé à la guerre des Boers, Cadbury rachète le Daily News et utilise le journal pour faire campagne pour les pensions de vieillesse et contre la guerre et les ateliers clandestins.
George Cadbury est l'un des principaux instigateurs de la création de la Birmingham Civic Society en 1918. Il fait don du Lickey Hills Country Park aux habitants de Birmingham. Il fait également don d'une grande maison à Northfield à la Birmingham Cripples Union qui est utilisée comme hôpital à partir de 1909. Il s'appelle maintenant l'hôpital royal d'orthopédie.
Il meurt à son domicile, Northfield Manor House, le 24 octobre 1922, à l'âge de 83 ans.

## Famille
George Cadbury se marie deux fois. À Londres, Middlesex, le 14 mars 1872, il épouse Mary Tylor (née en mars 1849 à Stamford Hill, Londres ; décédée en juin 1887 à Newton Abbot dans le Devon), fille de l'auteur quaker Charles Tylor (en) et de sa femme Gulielma Maria Sparkes. Elle est la mère de George Jr, Mary Isabel, Edward, Henry et Eleanor Cadbury.
À Peckham Rye, Southwark, Londres, le 19 juin 1888, il épouse Elizabeth Mary Taylor. Ils ont six enfants ensemble : Laurence John, George Norman, Elsie Dorothea, Egbert Cadbury (en), Marion Janet et Ursula.